# Ласточка (село)
Ла́сточка — село в Пожарском районе Приморского края. Входит в состав Игнатьевского сельского поселения.

## География
Село Ласточка расположено на Транссибе. Дорога к селу идёт на запад от автотрассы «Уссури», в 13 км южнее Лучегорска.
Расстояние до административного центра посёлка Лучегорск около 18 км.
На север вдоль железной дороги от села Ласточка идёт дорога к селу Игнатьевка, на юг — к селу Емельяновка.

## Население
| 2002 | 2005 | 2010 |
| ---- | ---- | ---- |
| 220  | ↘218 | ↘178 |

## Улицы
| - ул. Вокзальная, - ул. Заводская, - ул. Санаторная, | - ул. Станционная, - ул. Флотская, - ул. Южная. |

## Инфраструктура
- В окрестностях села добывается минеральная вода «Ласточка».
- Станция Ласточка Дальневосточной железной дороги.